# الکساندر استویانوویچ
الکساندر استویانوویچ (انگلیسی: Aleksandar Stojanović؛ زادهٔ ۱۹ ژوئن ۱۹۵۴) بازیکن فوتبال اهل یوگسلاوی بود.
از باشگاه‌هایی که در آن بازی کرده‌است می‌توان به باشگاه فوتبال ایگالئو، باشگاه فوتبال ستاره سرخ بلگراد، و باشگاه فوتبال وویوودینا اشاره کرد.
وی همچنین در تیم ملی فوتبال یوگسلاوی بازی کرده‌است.
وی در مسابقات کشوری و بین‌المللی در مجموع برندهٔ ۲ مدال طلا شده‌است.